# (10302) 1989 ML
(10302) 1989 ML – planetoida z grupy Amora okrążająca Słońce w ciągu 1 roku i 161 dni w średniej odległości 1,27 j.a. Została odkryta 29 czerwca 1989 roku w Obserwatorium Palomar przez Eleanor Helin i Jeffa Alu. Nazwa planetoidy jest oznaczeniem tymczasowym.

## Planowane misje
Planetoida ta była jednym ze wstępnych celów sondy kosmicznej Hayabusa. Jednak awaria rakiety nośnej opóźniła start, a planetoida wyszła poza zasięg sondy. Następnie ciało to (razem z 2002 AT4) było brane pod uwagę jako jeden z potencjalnych celów sondy Don Quijote, której start miał nastąpić w 2011 roku. Jednak obecnie start planowany jest na lata 2013-2015, a celem misji ma być planetoida 2003 SM84 lub (99942) Apophis. W powierzchnię wybranej planetoidy ma uderzyć impaktor Hidalgo.